# 塵旋風

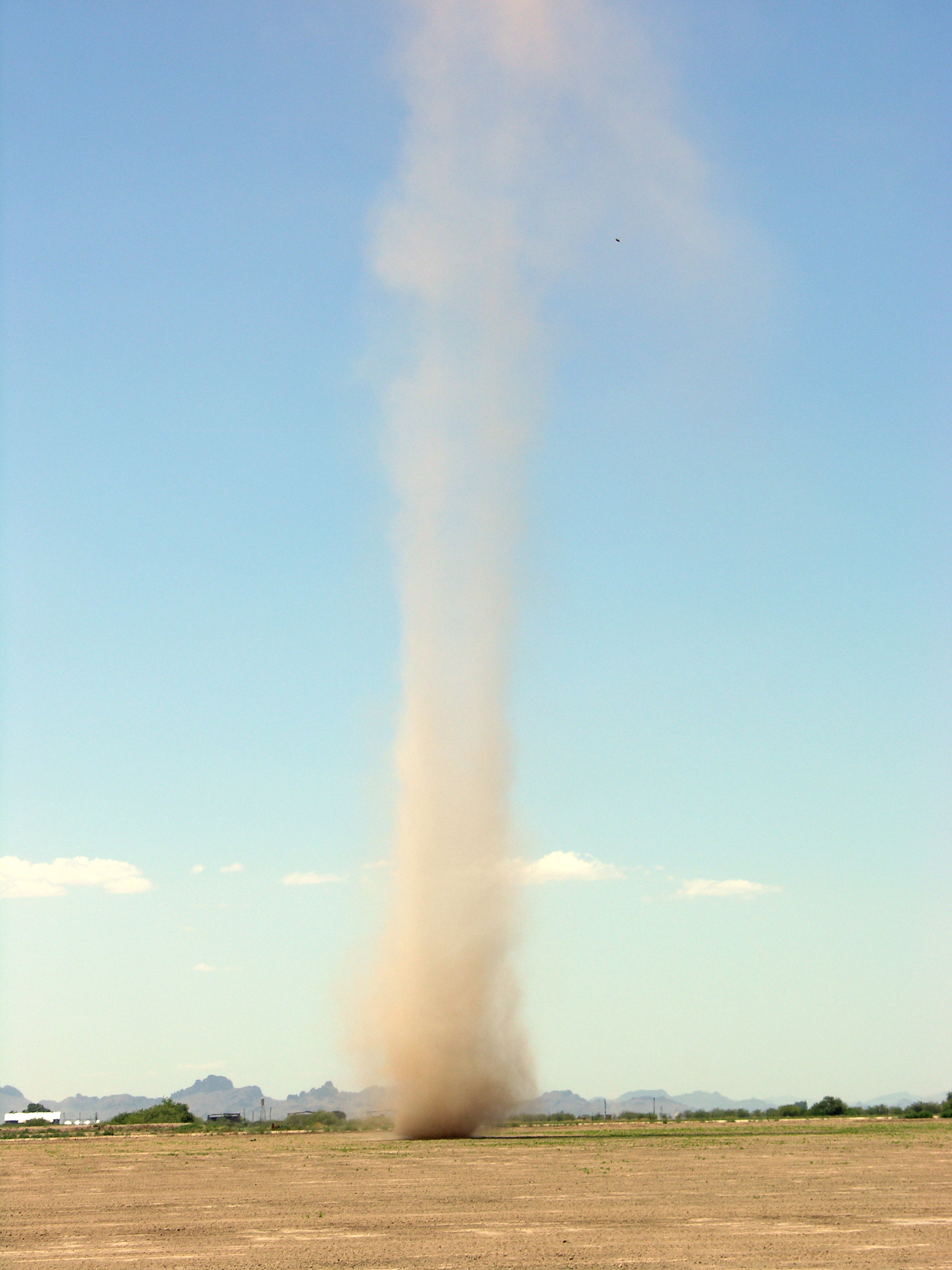
塵（土ぼこり）を巻き上げる背の高い塵旋風

塵旋風（じんせんぷう）とは、地表付近の大気が渦巻状に立ち上る突風の一種で、主に晴天で弱風の日中に発生する。しばしば誤認されるが、竜巻とは異なる気象現象である。旋風（せんぷう、つむじかぜ）や辻風（つじかぜ）とも呼ばれる（→後述）。

## 特徴
竜巻との比較を交えて塵旋風の特徴を説明する。

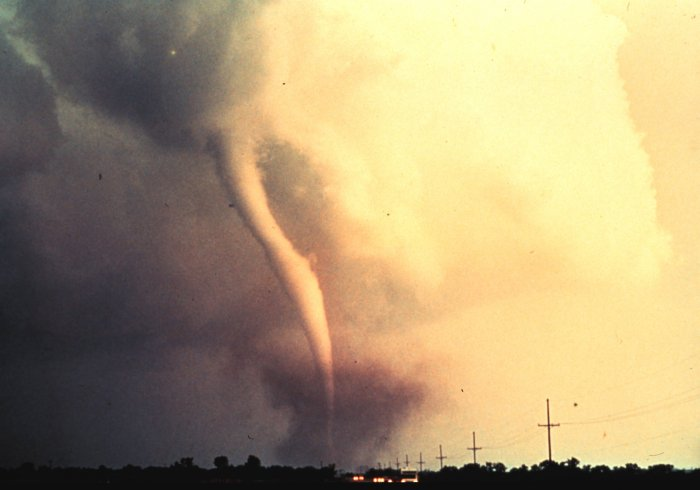
（比較用参考）積乱雲から漏斗雲が垂れ下がる竜巻

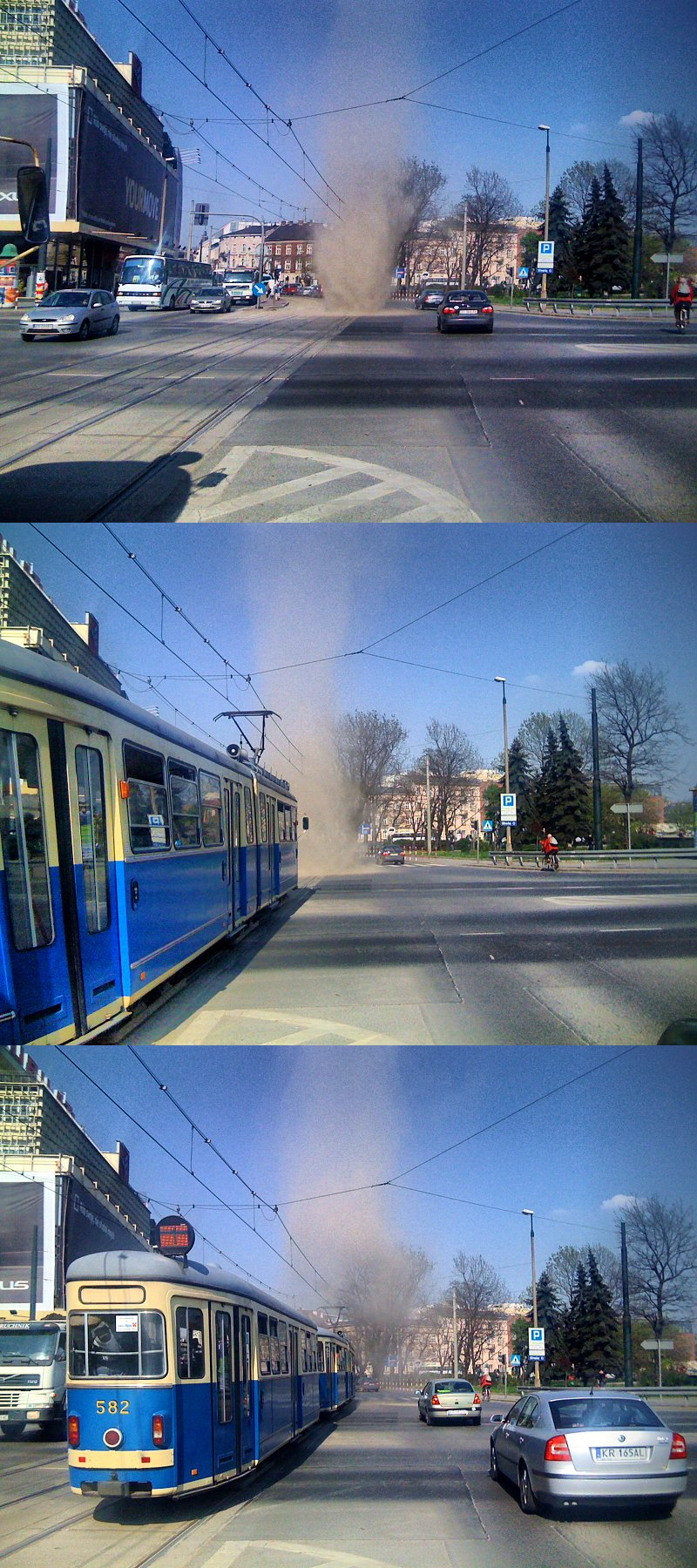
市街地での塵旋風の連続写真

- 風の弱い晴れた日に発生しやすい[1][2]。
- 寿命はふつう数分程度[7]。
- 砂地・裸地や荒地に発生しやすい[1][2][7]。
- 空気の渦に伴って、砂や塵が吹き上げられる[1][8]。渦の中心付近の上昇流が砂塵を上空へ持ち上げる[2]。ときに砂塵は周囲に撒き散らされる[8]。
  - 竜巻も同様[9]。
- 渦の直径は小さく[1][8]、数メートル(m)から数十 m[2]。その軸はほぼ垂直[1][8]。
  - 竜巻の軸は垂直のこともあるが傾くことがあり、ときに曲がっている[9]。
- 高さは絶えず変わり続ける[1][8]。しばしば数十 mの高さに達する[1]。ときに100 mを超えることもあるが[2][7]、その場合寿命が長い傾向にある[7]。
- 日射で地面が強く加熱されていて、地面近くの大気に著しい不安定が生じると発生しやすい[1][8]。
- 柱状の空気の渦で[1][8]、大気境界層内にでき、鉛直軸を回転する強い流れがある[2]。
  - 竜巻も同様の渦だが、ふつう積乱雲の底から垂れ下がる柱状または漏斗状の雲を伴う[9]。しばしば漏斗雲は、地面からの塵や水面からの飛沫がつくる尾とつながっている[9]。
- 塵旋風では、地表面の加熱の中で生じた上昇流が浮力を得て、地表付近の渦を引き延ばす[2][7]。
  - 竜巻では、上空の積乱雲の中で力学的に生じた上昇流が、地表付近の渦を引き延ばす[2][7]。ガストフロントでの寒気と暖気の衝突による上昇気流や、シアーの大きい風の収束などが環境要因に挙げられる。
- 塵旋風による被害は竜巻ほど激しくない[7]。
  - 竜巻の直下や付近に建物などが存在した場合、甚大な被害を及ぼす可能性は高く、自然災害となりうる。竜巻は急な雨、雹（ひょう）や霰（あられ）、雷や突風などの荒天に前後して生じることが多い。

## 発生要因
まず、太陽光などによって地表の温度が上がり、同時に地表付近の大気が熱せられることで混合層内にセル状の対流（ベナール対流）または、乱流状の対流が発生する。収束域（上昇気流域）になんらかの原因で発生した大規模な回転（回転源）が加わると、角運動量保存のためコンパクトで強力な渦になり、塵旋風になると考えられている。つまり、塵旋風が発生する時の上空は混合層がよく発達した強い日差しの晴天であることが多い。これは、竜巻が発生する時の上空の様子とは大きく異なる点であるが、収束による鉛直渦度の引き伸ばしという直接的な原因は、竜巻や水面で見られる蒸気旋風などと同様である。
いくつかの観測によれば、塵旋風は地表面の温度が最も高くなる正午過ぎに出現頻度が高くなる。地表が強く加熱され接地境界層の気温減率が断熱減率をはるかに上回る状況で、大きなスケールの風況が静かであることが関係していると考えられる。
塵旋風通過時の地上観測では、数ヘクトパスカル(hPa)の気圧低下や数ケルビン(K)の気温上昇を観測した報告がある。
塵旋風の回転方向は、時計回り・反時計回りともに同じ程度とする報告がある。
乾燥地域では、日中加熱により地面付近の大気の不安定度が増してしばしば塵旋風が生じ、混合層内に砂塵を巻き上げて砂塵嵐を生じさせる。特に夏期の晴れた午後にはこれが毎日繰り返され、低気圧や前線と並んで、砂塵嵐の主な成因となっている。

### 広義の旋風
「旋風」という言葉は塵旋風のほか、似た外観の竜巻、火災旋風、蒸気旋風にも用いる。ただし、気象学ではふつう、竜巻よりは小さく、マイクロスケールの乱流の渦よりは大きな現象に限って用いる。この意味での「旋風」を目に見える形にするものには、砂塵のほかに、炎、煙、雪、干し草などが挙げられる。
特に規模の大きな火災の際に発生し、火事による上昇気流に伴って局地的な強風をもたらすものは火災旋風と呼ばれる。
海や湖などの水面でも稀に、塵旋風と同じメカニズムの蒸気旋風（steam devil）が生じることがある。
砂塵などの渦の存在を可視化しているものが乏しい環境でも、対流が活発なときに塵旋風のような渦(dust devil-like vortices, DDV)が生じていることが研究で明らかになっている。主にセンサーの観測によるが、湖の上に霧があってこれが視認できる例もあるという。

## 被害
塵旋風がテントを吹き飛ばすなどの被害は時々生じるが、その程度は竜巻ほど激しくない。稀に風速30メートル毎秒(m/s)前後（藤田スケールでF0 - F1相当）の強い塵旋風が発生することがある。
例えば、塵旋風により運動会のテントが飛散する被害は時々あり、2009年の例では9月に大分県日田市で、10月には兵庫県内で発生している。2011年3月には宮崎県宮崎市でビニールハウスが損壊する突風が発生、気象庁機動調査班が調査を行った結果、目撃証言などから塵旋風による被害と推定している。

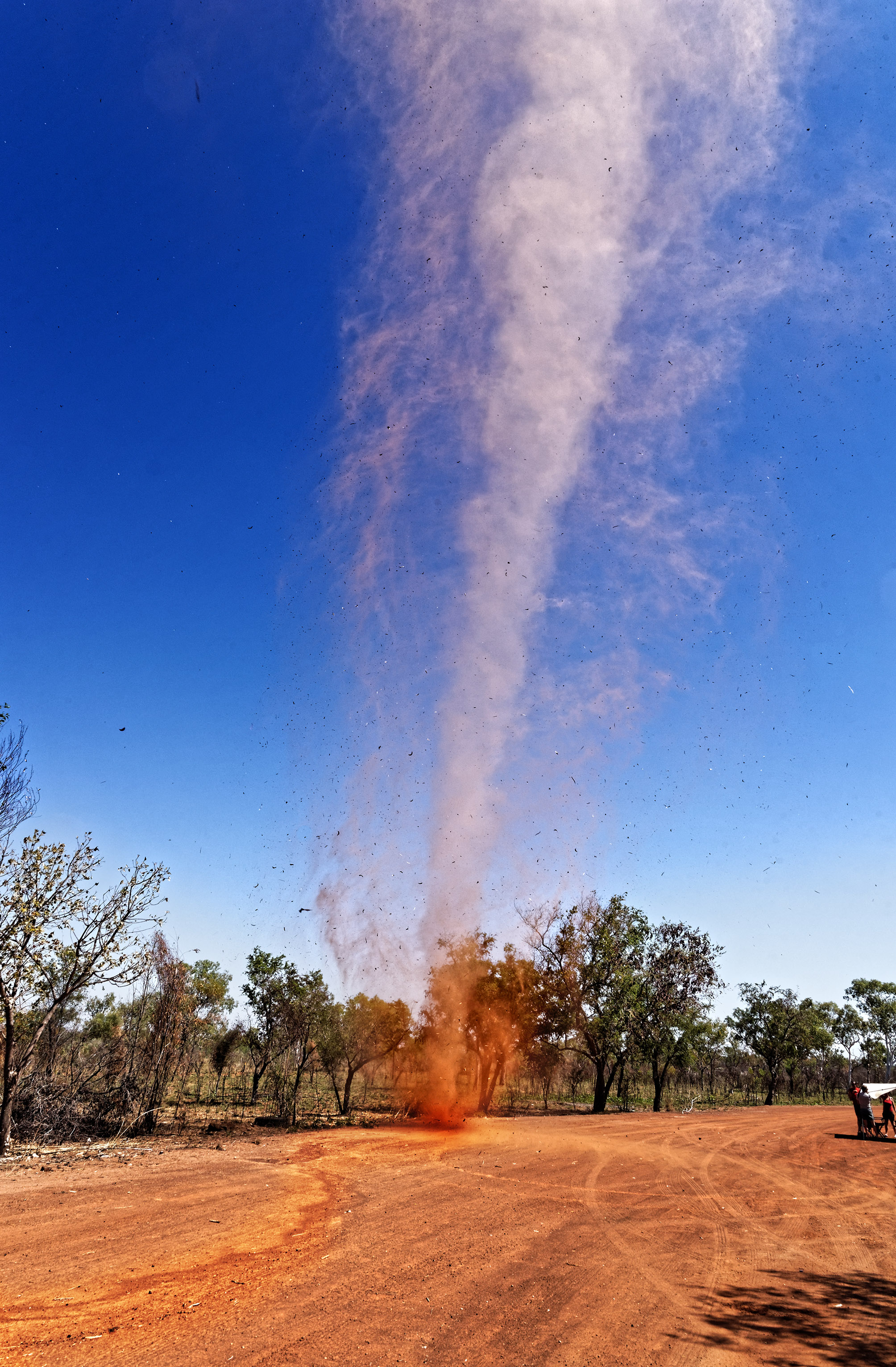
土を巻き上げる塵旋風が地面に軌跡を残している
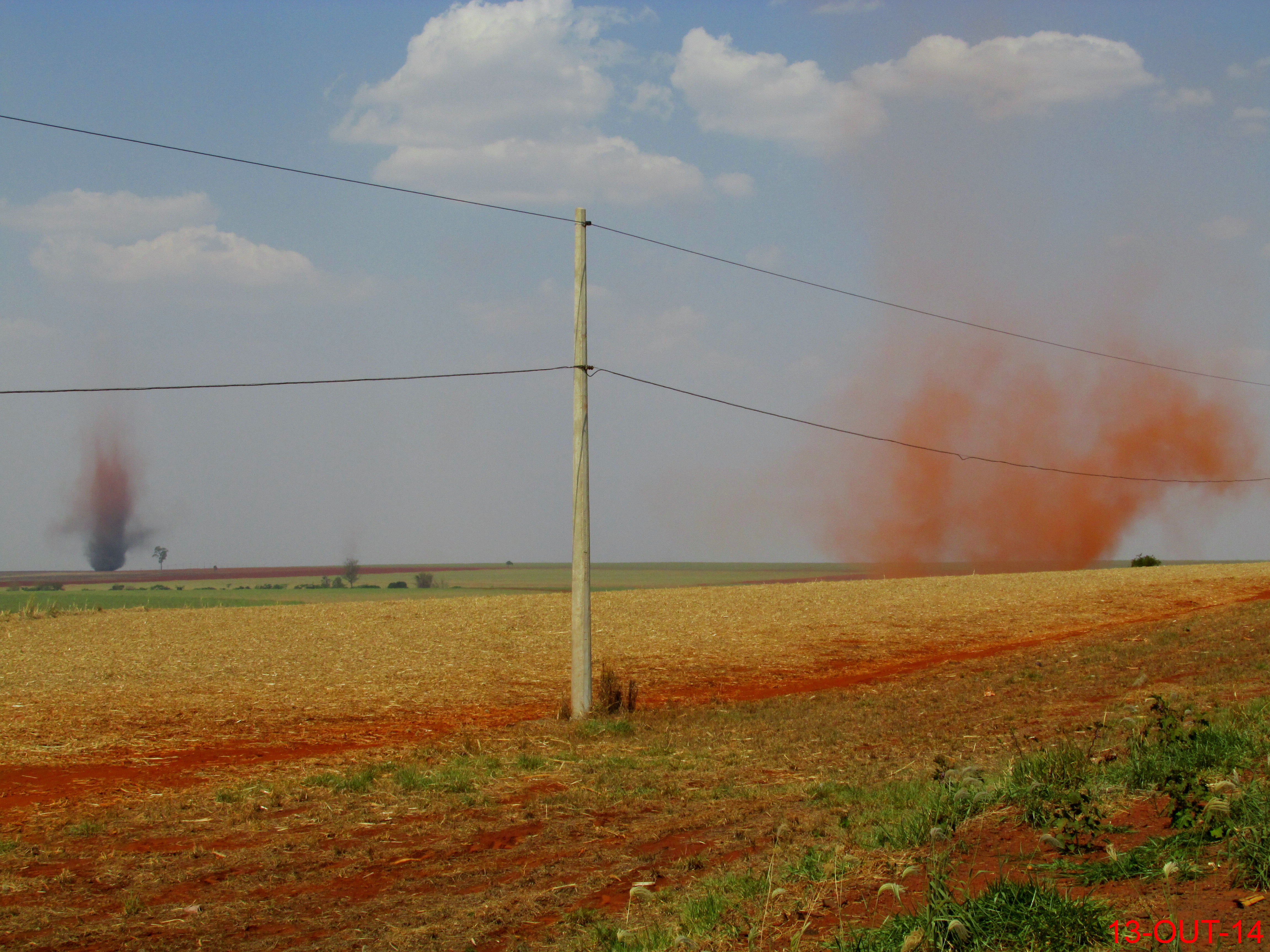
畑地で塵旋風が発生し赤土を巻き上げている
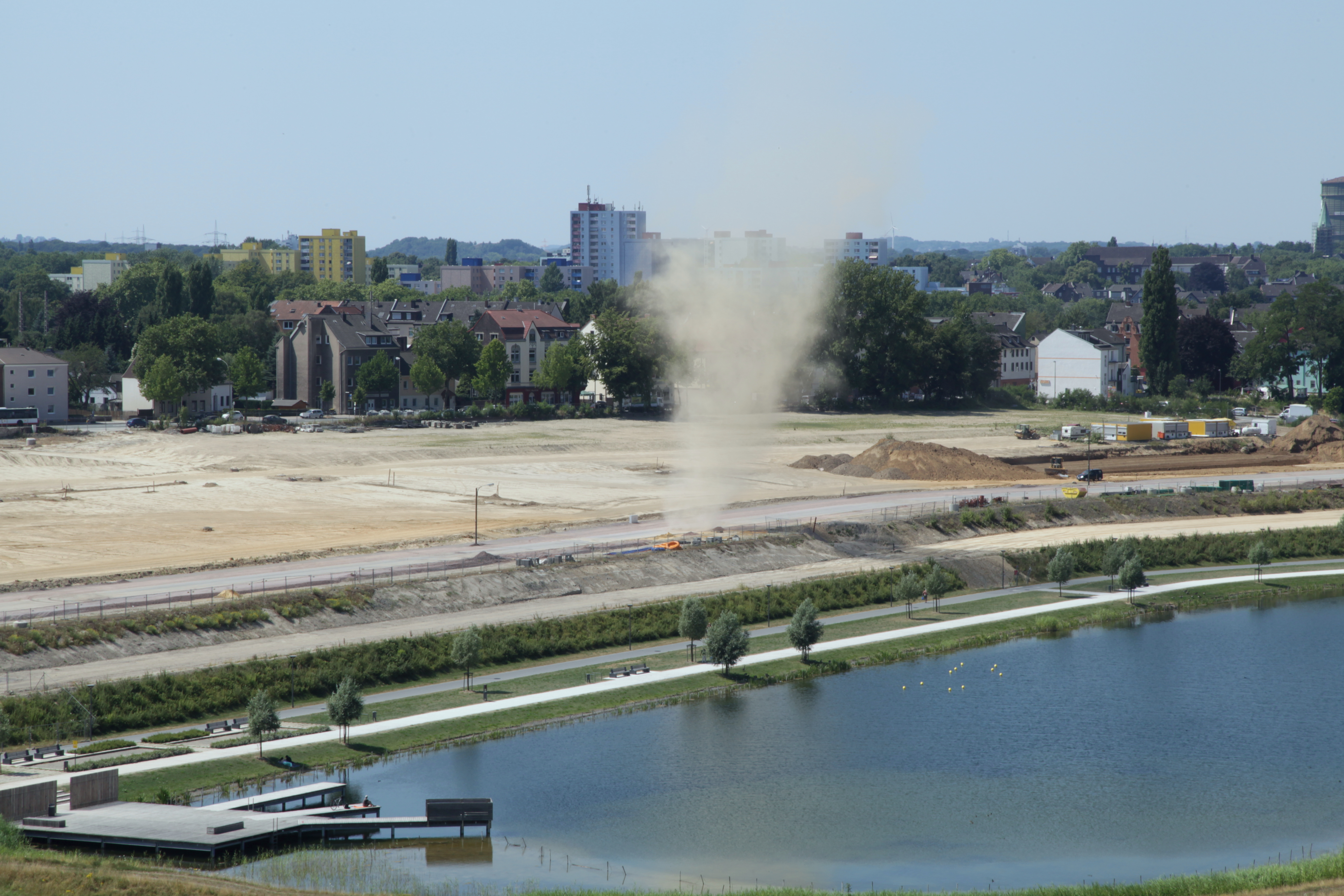
裸地となっている工事現場に発生した塵旋風
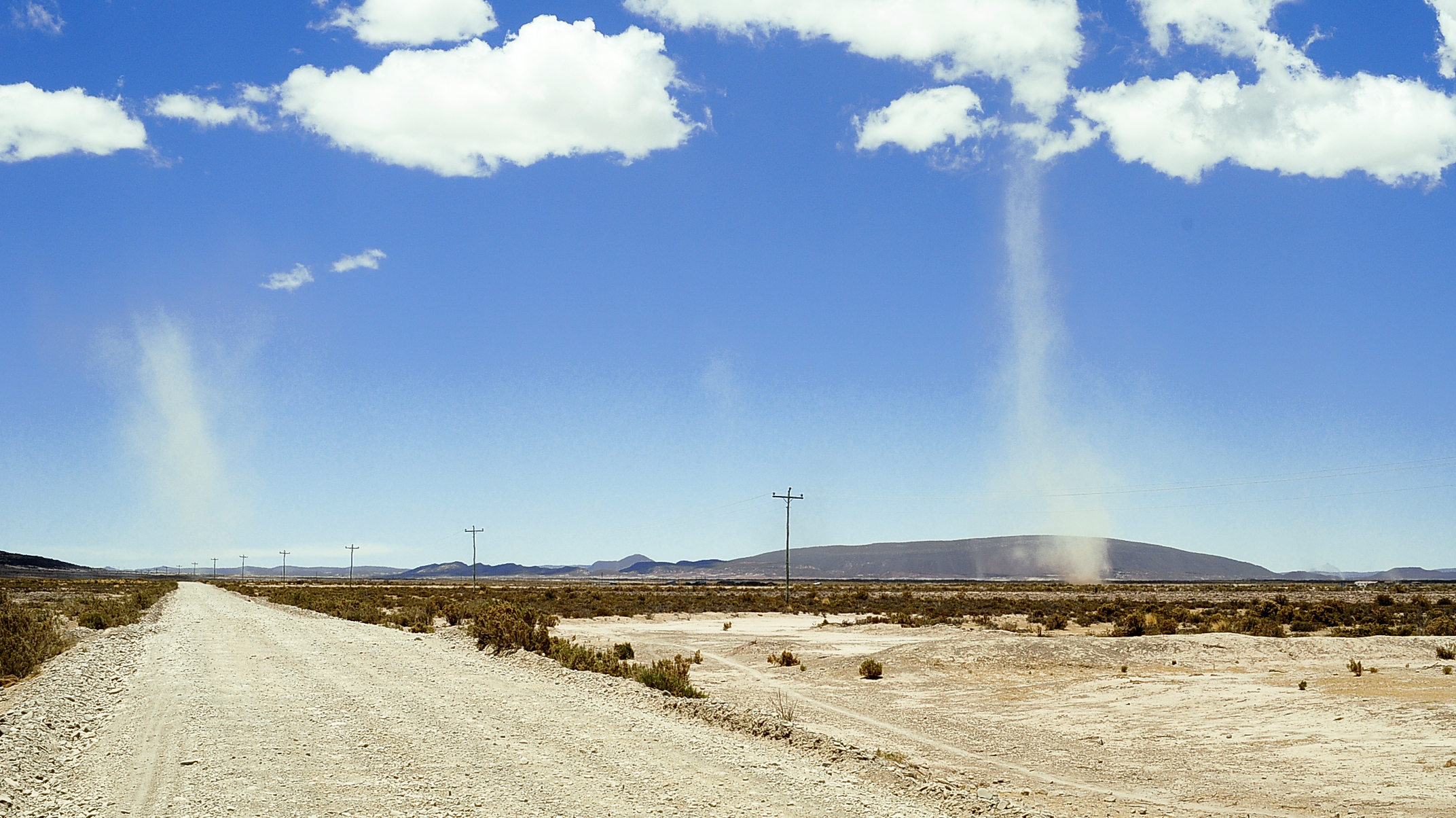
乾燥地で複数の塵旋風が発生している
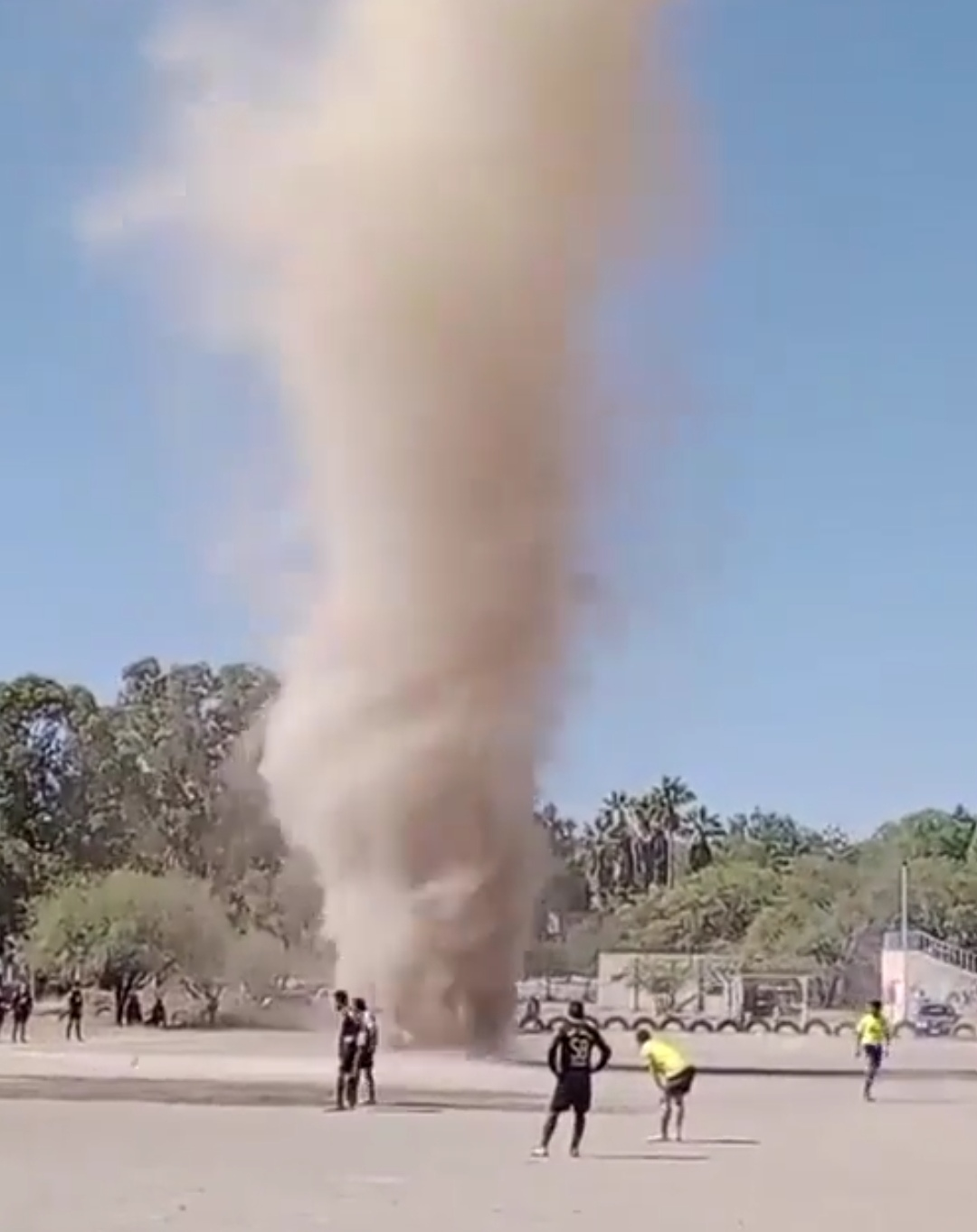
奥が見通せないほど濃い砂塵を巻き上げる塵旋風
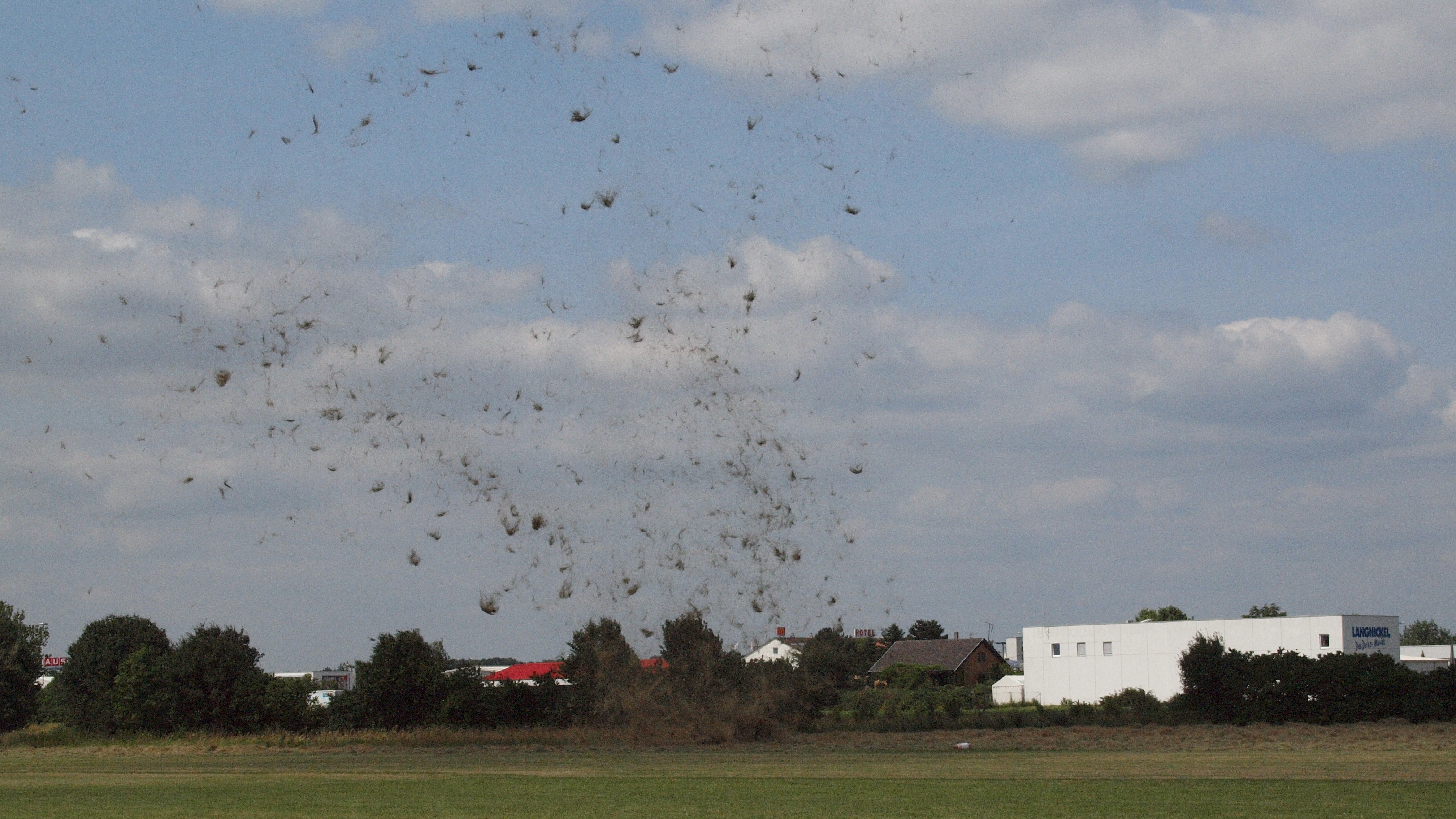
塵旋風が草の塊を巻き上げている
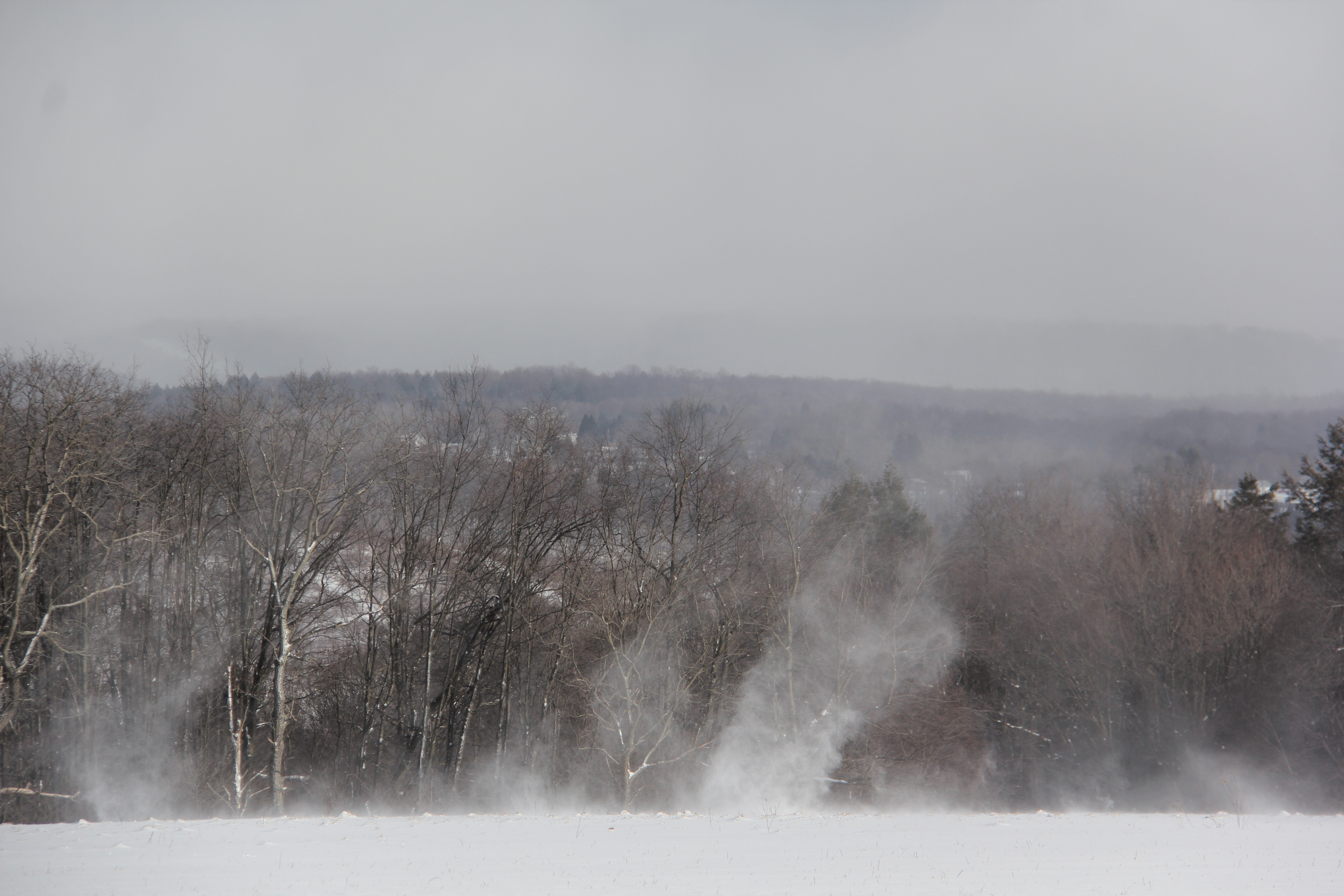
雪上に発生した塵旋風(snow devil)

### 火星の塵旋風

2005年に探査機スピリットが火星で撮影した塵旋風。

地球以外の惑星でも、気象条件が揃えば塵旋風が発生することが観測によって明らかになっている。
火星では地球よりも大きな塵旋風が生じる。この原因は、大気の熱容量が地球に比べ小さく対流が活発なためと考えられている。
報告例として、アメリカ航空宇宙局 (NASA)の無人探査機スピリットによる観測がある。同機は偶然であるが数回にわたって塵旋風の撮影に成功しており、最も鮮明だった右の画像はクレーターの中にある丘陵コロンビア・ヒルズ付近のものである。画像は約9分半の連続写真で、この塵旋風は最大直径が約34 m、画面内の移動距離は約1.6キロメートル(km)、移動速度は時速約17 kmだった。

## 言葉
塵を平仮名にして「じん旋風」と表記することもある。「塵」が旧当用漢字・常用漢字にないことに起因していて、ニュースや天気予報などでもこの表記がみられる。
塵旋風は、英語では「埃の悪魔」という意味の"dust devil"（ダストデビル）と呼び、"dust whirl"（ダストワール）と呼ぶこともある。
"whirlwind"（ワールウィンド）は日本語の旋風に相当する語。旋風に巻き込まれているものが違えば、俗語的な言葉も含めて、dust whirl, sand whirl, fire whirl, smoke whirl, snow whirl, hay whirlなどと呼ばれる。snow devilなどとも呼ばれる。
古くから「旋風」や「辻風」は気象現象のほか、比喩的な用法でも用いられてきた。気象現象を指す用法の古い例としては、平安時代の歴史物語『大鏡』に「俄（にはか）に辻風（つじかぜ）の吹きまつひて」などの記述がある。比喩的な用法の例としては、1909年に夏目漱石が発表した小説『それから』に「彼の頭には不安の旋風（つむじ）が吹き込んだ」などの記述がある。
以下、おもに比喩的な用法を述べる。

### 比喩的な用例
比喩的な用法では、一過性の流行や突発的な社会現象などを喩えることが多い。ブームやフィーバーといった外来語と同義の意味合いでマスメディアなどで用いられる。
- 赤嶺旋風 - 1947年、プロ野球選手の赤嶺昌志が他選手を巻き込んで集団辞任した様子を喩え、マスメディアで使用された。
- 小泉旋風 - 2001年、首相の小泉純一郎が率いる自民党が選挙で圧勝した様子を喩え、マスメディアで使用された。

### 人名や題名での用例
同じく比喩的な用法であるが、登場人物の性格や物語の内容を象徴するイメージとして使用されることが多い。
- 辻風典馬 - 1935年から1939年にかけて、吉川英治が連載した小説「宮本武蔵」に登場する架空の人物の名前。読みは「つじかぜ・てんま」。
- ハリスの旋風 - 1965年から1967年にかけて、ちばてつやが連載した漫画と、その後にテレビアニメ化された際のタイトル。読みは「はりすのかぜ」。

### その他の用例
- 旋風葉 - 和装本や漢籍の製本方法で「折り本」（折本、帖装本）のことを指す。各葉（各ページ）が風で舞う様子を喩えて名付けられた。読みは「せんぷうよう」[24]。